# Австралия на зимних Олимпийских играх 2022
Австралия на зимних Олимпийских играх 2022 года была представлена 43 спортсменами (21 женщина и 21 мужчина) в 5 видах спорта. По сравнению с Играми 2018 года состав сборной уменьшился на 7 человек. Горнолыжница Мэдисон Хоффман была квалифицирована на Игры, но отказалась от участия из-за травмы передней крестообразной связки.
6 февраля Джакара Энтони выиграла золото в могуле, завоевав первое золото для сборной Австралии на Играх в Пекине.

## Медали
| Золото |                |                                |           |
| №      | Спортсмены     | Вид спорта (дисциплина)        | Дата      |
| 1      | Джакара Энтони | Фристайл (могул, женщины)      | 6 февраля |
| Бронза |                |                                |           |
| №      | Спортсмены     | Вид спорта (дисциплина)        | Дата      |
| 1      | Тесс Коуди     | Сноуборд (слоупстайл, женщины) | 6 февраля |